# Turtleford (Saskatchewan)
Turtleford est une ville de la Saskatchewan au Canada.

## Géographie
La localité de Turtleford est située dans l'ouest de la province de Saskatchewan, à proximité de North Battleford et de Lloydminster.

## Démographie
| 2011 | 2016 | 2021 |
| ---- | ---- | ---- |
| 525  | 496  | 503  |

## Lieux et monuments
La ville héberge la plus grande statue représentant une tortue du Canada, surnommée "Ernie".

## Personnalités
- Eric Rosendahl (1952-) : homme politique né à Turtleford.